# بروتون (شركة سيارات)
شركة بروتون هي الصانع الماليزي الرسمي للسيارات. يعود إنشاء الشركة لعام 1983 بناءً على توجيهات مباشرة من رئيس الوزراء الماليزي آنذاك، د. محاضير محمد. شركة DRB-HICOM القابضة هي الشركة الأم لبروتون.

## التاريخ
بدأ إنتاج سيارات بروتون باستخدام تقنيات وقطع غيار شركة ميتسوبيشي موتورز. بدء الإنتاج بطراز بروتون ساجا عام 1985، حيث تم التصنيع بمصنع الشركة في شاه عالم، سلاغور دار الإحسان.
في بداية الأمر كانت قطع السيارة عبارة عن قطع منتجة من ميتسوبيشي ويتم تجميعها في بروتون، ومع نقل الخبرات والتقنيات تم دخول الإنتاج المحلى.
يناير 1989 شهد إنتاج السيارة رقم 100.000 من طراز بروتون ساجا. حتى نهاية عام 1990 كان شعار السيارة هو شعار الدولة، وغُيّر بعدها إلى شعار يحمل رأس ببر.
تم تقديم السيارة بروتون ويرا عام 1993، وهي مبنية على طراز ميتسوبيشي لانسر. بيعت 220.000 وحدة بين عامي 1996 و1998. بناء طراز Proton Perdana بناء على طراز ميتسوبيشي غالان عام 1995.
عام 2001 قدمت بروتون أول طرازاتها الخاصة بروتون واجا.
عام 2002 استحوذت بروتون على 60 % من السوق المحلي، تراجعت هذه النسبة إلى 30 % بعام 2005 وانخفضت هذه النسبة عام 2008 بعد إزالة الرسوم الجمركية بناءأً على اتفاقية دول الأسيان.
بعد الاستحواذ على شركة Lotus Cars الإنجلزية تمكنت بروتون من إضافة خبرات هندسية جديدة.
وأضافت إلى محركاتها تقنية CamPro بالاستفادة من خبرات Lotus Cars.
وبناءً على الاستحواذ الجديد أُنتج طراز بروتون جين-2 والذي جاء مستبدلا لطراز بروتون ويرا.

## التصدير
بروتون تقوم بالتصدير لدول المملكة المتحدة، جنوب أفريقيا، أستراليا،تركيا,الصين كما تقوم بالتصدير بقوة إلى دول البحرين، المغرب، السعودية، الإمارات العربية المتحدة، مصر، العراق.

## انخفاض المبيعات
عام 2006، انخفضت المبيعات بنسبة 30.4% من 166118 وحدة عام 2005 إلى 115538 وحدة.